# Letters to Cleo
I Letters to Cleo sono un gruppo musicale alternative rock statunitense originario di Boston (Massachusetts) e formatosi nel 1990.

## Storia
Greg McKenna e Kay Hanley hanno formato la band nel 1990. Il gruppo fu poi ampliato con l'ingresso di Michael Eisenstein, Stacy Jones e Scott Riebling (1994). Pubblicano il primo album discografico nel 1993: Aurora Gory Alice (CherryDisc Records), che li porta a suonare anche al South by Southwest. Successivamente il gruppo firma per la Giant Records, una sussidiaria della Warner Bros. Records, che ripubblica il disco.
Il primo singolo di successo è Here & Now (#56 Billboard Hot 100), che viene inserito nella colonna sonora della serie televisiva Melrose Place. Nel 1995 il gruppo pubblica l'album Wholesale Meats and Fish, seguito da un tour. Viene anche registrata una cover di Dangerous Type dei The Cars per il film Giovani Streghe.
Nel 1997 Stacy Jones lascia il gruppo (si sposta nei Veruca Salt) e viene sostituito da Tom Place. Nello stesso anno viene pubblicato l'album Go!. Dopo un breve tour, Polce lascia il gruppo e viene rimpiazzato con Jason Sutter.
Nel 1998 pubblicano l'EP Sister.
Nel 1999 vengono citati nel film 10 cose che odio di te. Inoltre contribuiscono alla colonna sonora di questo film con quattro cover e due brani originali (Come On e Co-Pilot).
Nel maggio 2000 il gruppo tiene l'ultimo concerto e si scioglie.
Nel periodo 2008-2009 il gruppo si riunisce per un tour negli Stati Uniti, a cui non partecipa il solo Scott Reibling. Viene pubblicato l'album When Did We Do That?, contenente rarità e B-side.
Dopo lo scioglimento molti membri della band hanno continuato a lavorare nel mondo musicale. Kay Hanley ha realizzato gli album solisti Cherry Marmalade (2002), The Babydoll EP (2004) e Weaponize (2008). Nel 2010 ha formato i Palmdale con Kevin Dotson (Linus of Hollywood). Michael Eisenstein è produttore e sound engineer. Inoltre Kay e Michael si sono sposati negli anni '90 ed hanno due figli. 
Stacy Jones è entrato nel gruppo American Hi-Fi e ha lavorato con molti artisti come Plain White T's, The Modern Society e Miley Cyrus.
Scott Riebling lavora come produttore e ingegnere del suono ed ha collaborato con The Von Bondies, Cobra Starship e Fall Out Boy. 
Greg McKenna lavora come one man band nei Murder Capital of the World, con cui ha esordito nel 2007 con l'album Saint Judes Revenge. Tom Polce è produttore e sound engineer.

## Formazione
- Kay Hanley - voce, chitarra
- Greg McKenna - chitarra
- Michael Eisenstein - tastiere, chitarra
- Scott Riebling - basso
- Stacy Jones - batteria (fino al 1997)
- Tom Polce - batteria (1997)
- Jason Sutter - batteria (1997-2000)

## Discografia

### Album
- 1993 - Aurora Gory Alice
- 1995 - Wholasale Meats and Fish
- 1997 - Go!

### EP
- 2016 - Back to Nebraska
- 2019 - OK Christmas

### Raccolte
- 1998 - Sister
- 2008 - When Did We Do That?
- 2009 - From Boston Massachusetts